# Cripplegate Institute

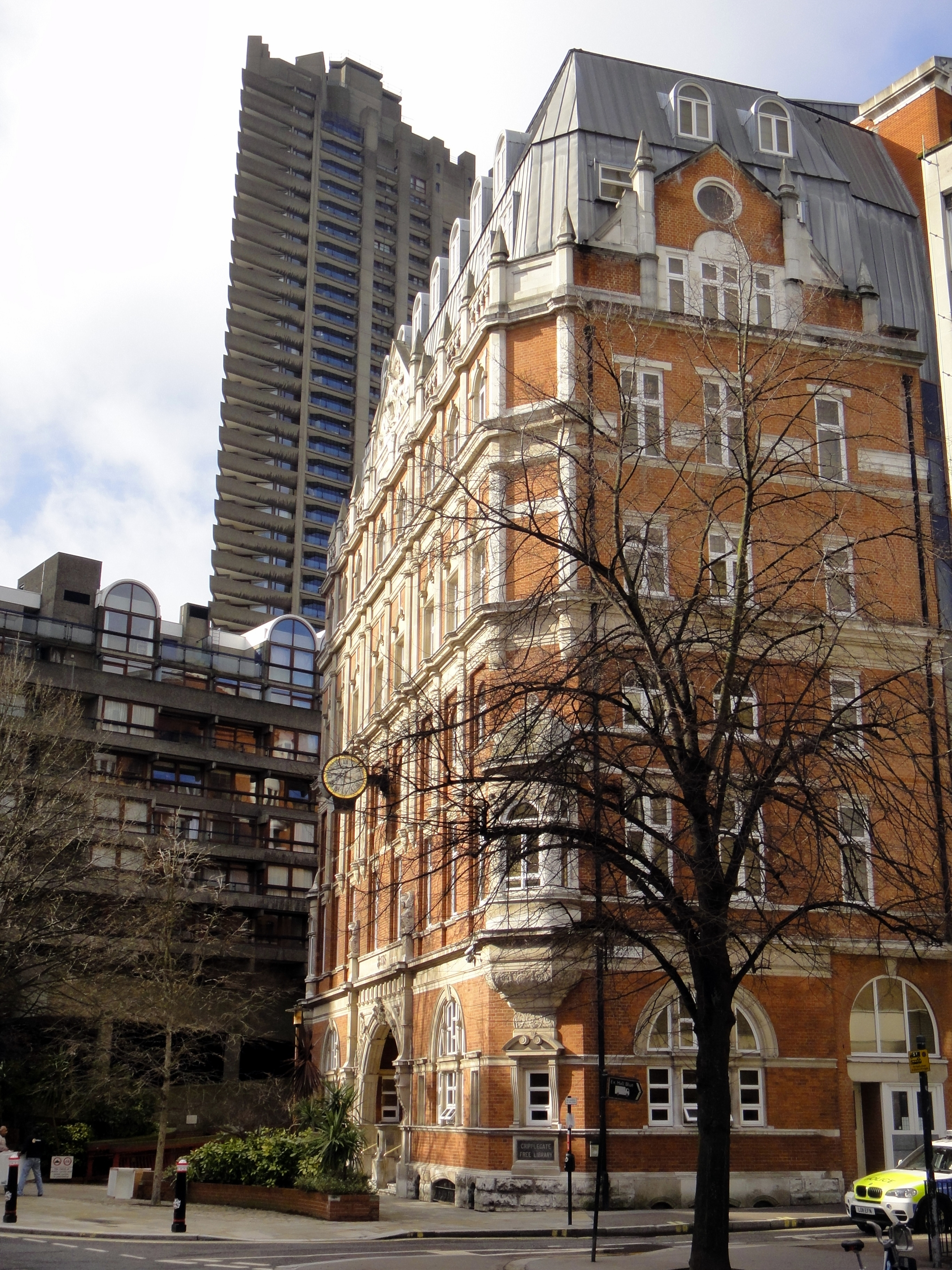
Ehemaliges Gebäude des Cripplegate Institutes. Im Hintergrund das Barbican Estate

Das Cripplegate Institute, auch bekannt als Cripplegate Free Library ist ein Gebäude in der Golden Lane in der City of London. Es beherbergte seit seinem Bau 1893 bis 1896 bis zum Auszug 1987 die Cripplegate Foundation, eine gemeinnützige Einrichtung der Gemeinde St Giles Without Cripplegate in der City of London.
Die Stiftung wiederum entstand 1894 durch die Zusammenlegung mehrerer, teilweise seit 1500 bestehender, gemeinnütziger Einrichtungen der Gemeinde. Das Cripplegate Institute wurde eigens gebaut, um die Foundation und ihre Einrichtungen zu beherbergen. Die Finanzierung der 50.000 Pfund für das Gebäude erfolgte durch die Gemeinde und durch eine Unterstützung der City of London durch den City of London Parochial Charities Act of 1883.
Das ehemalige Gebäude des Cripplegate Institutes steht seit 1987 als Listed Building (Grade II) unter Denkmalschutz.
Es wurde im Jahr 1894 von Sidney R. J. Smith mit Frederick Hammond konzipiert und aus rotem Backstein gebaut. Die Eröffnung fand am 4. November 1896 unter Anwesenheit des Lord Mayors of London. Von 1987 bis 1992 erfolgte ein Umbau zum Bürogebäude durch die Ergon Design Group. Die Eingangshalle blieb dabei erhalten. Außen befinden sich diverse Ornamente.
Die Gestaltung des Eingangs weist auf den ehemaligen Bildungszwecke des Gebäudes hin. An der Dachfassade des Gebäudes, direkt über der Tür befinden sich Darbietungen der Bildung, an deren Seite Wissenschaft und Kunst sitzen. Neben dem Eingang ist die personifizierte Wissenschaft, die an einem Kontrollgerät für eine Dampfmaschine sitze, während die personifizierte Kunst, die eine Büste und ein Gebäude hält.
In dem fünfstöckigen Bau befanden sich Bibliotheken, Klassenräume, Konferenzräume und eine große Haupthalle. Die Haupthalle im ersten Stock ist über eine Marmortreppe zu erreichen. Besonders erwähnenswert fanden Zeitgenossen den Raum, in dem Arbeitslose die Morgenzeitungen nach Jobangeboten durchsuchen konnten. Am Cripplegate existierte mehrere Jahrzehnte eine Amateurtheatertruppe, die unter anderem 1905 George Bernhard Shaws Stück The Philanderer uraufführte. Das Stück war zu diesem Zeitpunkt fast zehn Jahre alt und wurde von der Zensur zurückgehalten. Bis zu einer professionellen Inszenierung sollte es weitere zwei Jahre dauern. Zu den Gästen des Instituts gehörte einige Jahre später ein junger Alfred Hitchcock, der in den 1910ern am Cripplegate Institute diverse Tanzkurse absolvierte, und bei der Gelegenheit sein Sozialleben pflegte.